# آرتور (بازیکن فوتبال، زاده ۱۹۸۶)
آرتور (انگلیسی: Arthur؛ زادهٔ ۲۵ مهٔ ۱۹۸۶) بازیکن فوتبال اهل برزیل است.
از باشگاه‌هایی که در آن بازی کرده‌است می‌توان به باشگاه فوتبال سائو پائولو اشاره کرد.
وی همچنین در تیم ملی فوتبال زیر ۱۷ سال برزیل بازی کرده‌است.